# 阿卜杜勒-拉扎克·達烏德
阿卜杜勒-拉扎克·达乌德是一名巴基斯坦实业家，曾担任前总理伊姆兰·汗內閣的商业和投资部部長。

## 生平
1999年至2002年，他在佩爾韋茲·穆沙拉夫内阁中担任巴基斯坦聯邦商务部长和商业、工业和生产部长。
他是“德松”公司的创始人，也是拉合尔工商会的积极成员。他也是伊姆蘭·汗內閣的成员，担任总理商业、投资、工业和生产以及纺织部的部長。